# 大場川 (埼玉県)
大場川（おおばがわ）は、主に埼玉県を流れる一級河川。利根川水系中川の支流である。

## 地理
埼玉県吉川市川野付近の干拓地に端を発する。三郷市を南に流れ、中川の東側、二郷半領用水と江戸川の間を通る。三郷放水路を伏せ越しで通過し、三郷市鷹野付近で西流する。東京都葛飾区の水元公園付近をとおり、水元公園では、大場川の水を取水している。その後、閘門橋を越えた先で川幅が大きく広がる。流路は東京都葛飾区の境となり中川に合流する。合流点には中川からの逆流を防止する逆止水門が設置されている。この幅広い中川合流点付近の大場川の流路はもとは古利根川（中川）の一部であった。流域の海抜は2-3 mと低く、地下水の過剰な汲み上げによる流域の地盤沈下も見られる。なお、葛飾区側は、自然環境保全区域に設定されている。また、閘門橋付近に県境未確定区域が存在する。

## 歴史
1676年（延宝4年）に二郷半沼を干拓した際、排水のため開削された。
1918年（大正7年）から1933年（昭和8年）にかけて総事業費525万円を投じて県による河川改修事業が実施され、排水機能の改善が図られた。
1947年（昭和22年）9月18日には、カスリーン台風による氾濫水が、「櫻堤」と呼ばれる大場川と小合溜の堤防（現在の水元公園）に到達した。そのまま水が溜まり続けて「櫻堤」が崩壊した場合、東京の下町方面に氾濫する恐れがあったため、隣接する江戸川の堤防を爆破し、江戸川へ水を排水しようとするなどの対策がとられたものの失敗。19日未明に「櫻堤」は崩壊し、金町、柴又、小岩付近は浸水した。
1958年の狩野川台風の際にも大場川周辺の広い地域に浸水被害が発生している。

## 流域の自治体
埼玉県
吉川市、三郷市、八潮市
東京都
葛飾区

## 支流
- 西大場川
- 東大場川
- 第二大場川

## 橋梁
上流より
- 中井橋（埼玉県道377号加藤平沼線）
- 名称不明
- 三吉橋
- 名称不明
- 兵庫橋
- 小谷堀橋（埼玉県道・千葉県道52号越谷流山線）
- 半田橋（常磐自動車道側道）
- （常磐自動車道）
- 丹後橋
- 仁蔵橋
- 北側道橋
- JR武蔵野線
- 南側道橋
- 新三郷橋（埼玉県道・千葉県道29号草加流山線）
- 大広戸橋
- 早稲田橋（埼玉県道21号三郷松伏線）
- 茂田井橋
- 駅前大橋
- 茂田井下橋
- 下境橋
- 茂幸橋
- 岩野木橋
- 中の橋
- つくばエクスプレス
- 市助橋
- 水道橋
- 正和橋
- 会野谷歩道橋
- 新和橋
- 名称不明
- 大場川橋
- 三郷放水路と交差
- 名称不明
- 一本木橋
- 常盤橋
- 新和仲橋
- 横堀橋
- 大正橋
- 水神橋

- 上葛飾橋（松戸三郷有料道路）
- 八木郷橋（埼玉県道21号三郷松伏線）
- 中橋
- 堰枠橋
- 大場川橋（国道298号）
- 半川橋

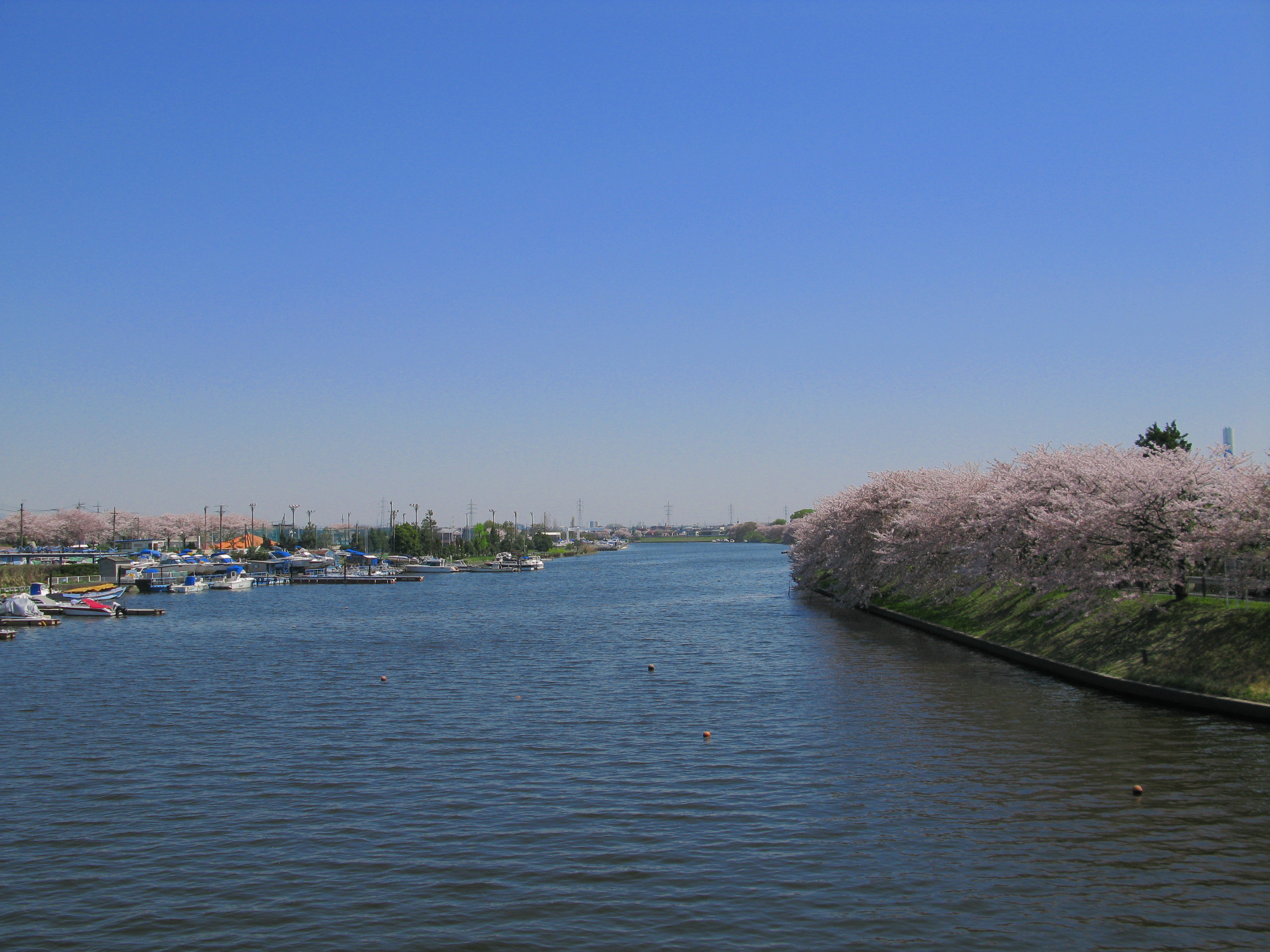
中川との合流点付近

- 閘門橋（人道橋） - 正式名称「弐郷半領猿又閘門」。土木学会選奨土木遺産[8][9]。
- 葛三橋（東京都道・埼玉県道67号葛飾吉川松伏線）
- 新大場川水門